# Paula von Weitershausen
Paula von Weitershausen oder Wittershausen genannt Reichwein (* 1539 vermutlich auf Burg Bromberg oder in Zwiefalten; † 1. Januar 1609 in Pforzheim) war von 1574 bis 1598 die letzte Äbtissin des freiadeligen Frauenstiftes Frauenalb vor seiner Aufhebung durch die Markgrafschaft Baden-Durlach, die mit verfallener Klosterzucht begründet wurde.

## Leben
Paula von Weitershausen entstammte der niederadeligen Familie Weitershausen, die ihren Ursprung im hessischen Weitershausen bei Marburg hatte, und war eine Tochter des herzoglich württembergischen Forstmeisters Ulrich von Weitershausen (Wittershausen) genannt Richwin (* um 1495; † 1560) und der Anna Lembler († 1576) von Horkheim.
→ Zu weiteren Vorfahren siehe den Artikel zu ihrem Bruder Bastian von Weitershausen.

### Äbtissin von Frauenalb

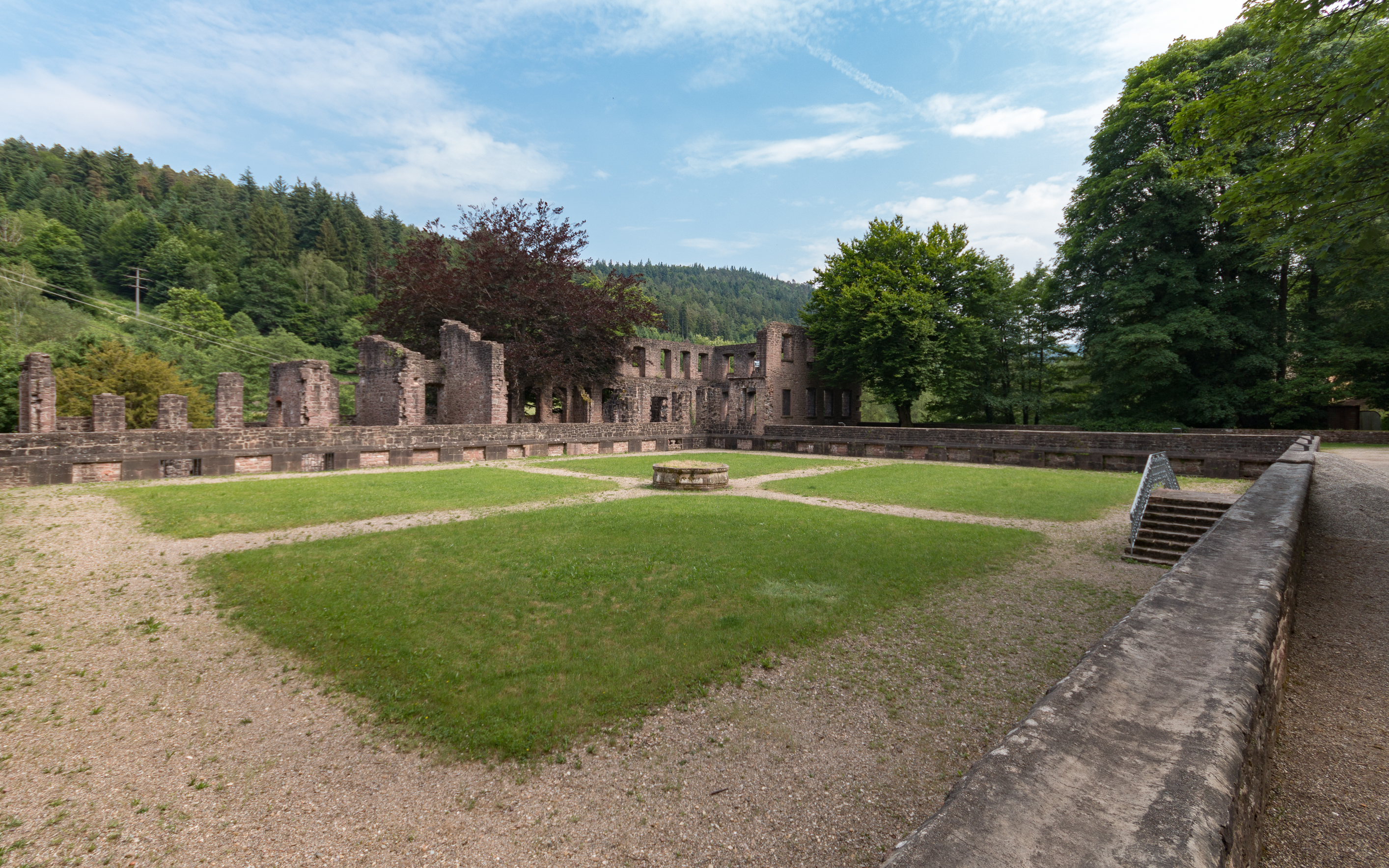
Klosterruine Frauenalb, Überreste des Kreuzgangs

Paula von Weitershausen kam vermutlich schon als Kind in das Frauenstift Frauenalb, in dem die Klosterfrauen nach der Benediktinerregel lebten. Am 29. Januar 1574 wurde sie als Nachfolgerin der Katharina von Bettendorf († 1573) zur Äbtissin gewählt. Ihre ältere Schwester Katharina (* 1535; † 1609/24) war gleichzeitig Priorin des Klosters.
Die weltliche Schirmherrschaft (Vogtei) über das zum Bistum Speyer gehörende Stift Frauenalb wurde zu dieser Zeit gemeinsam von der Markgrafschaft Baden-Baden und der Grafschaft Eberstein wahrgenommen. Während Graf Wilhelm IV. von Eberstein in seinem Herrschaftsgebiet 1556 die Reformation eingeführt hatte, blieben die Markgrafen von Baden-Baden zunächst katholisch. In Stift Frauenalb fand keine Änderung der Konfession statt.
Die frauenalbischen Amtleute in der Regierungszeit der Äbtissin, die jeweils von der badischen Kanzlei bestätigt wurden, waren
- 1543 bis 1579 Christoph Rothfuß († 1579)[A 1] – während seiner Dienstzeit war Jakob Sieber 1572 bis 1579 Klosterschreiber –,
- 1579 bis 1591 Jakob Sieber – in dieser Zeit (1587) war Peter Möglin Amtsschreiber –,
- 1591 bis 1595 Christoph Hess (Höß) und
- 1595 bis 1598 Johann Moll.[1]

Im frauenalbischen Hauptort Ersingen amtierten als Schultheißen Martin Würsch (1575, 1577), Jakob Sieber (1586), Ulrich Kaspar (1586 bis 1587), Peter Mögl (ab 1587), Wilhelm Minßinger (Münsinger) von Freudeck (1593) und Bartlin Volmar (1596, 1604). Der Sitz des für das Kondominat zuständigen baden-badischen Amtes war Ettlingen.
Im Kloster wurden, einschließlich der Handwerker, täglich 60 bis 70 Personen verköstigt. Zum Kloster gehörten Klosterkirche, Konventshaus, Dormitorium, Abtei, Amtshaus, Schreiberkammer, Wildschützenkammer, Gartenhaus, Kellerei, Küferei, Küsterei, Beichthaus, Schmiede, Wagnerei, Schreinerei, Schuhmacherstube, Viehhaus, Ställe, Gasthaus, Siechenhaus und Mühle. Unter anderem wurden jährlich 3000 Malter Frucht eingesammelt und 26 Fuder Wein getrunken; die Kosten der Verpflegung konnten durch die laufenden Einnahmen nicht immer gedeckt werden konnte, so dass oft Schulden gemacht werden mussten. Paula von Weitershausen bezog private Einkünfte aus Weiler, Ersingen, Bilfingen (Pülfingen), Pforzheim und Sulzbach.

### Hexenprozesse in Ersingen
Noch unter der alten Äbtissin Katharina von Bettendorf war 1573 Dorothea Muhlhengin aus Ersingen „kürtzlichen daselbsten bezig (= andauerndem) Hexenwerks halb in Hafft ingezogen worden“ und hatte sich im Gefängnis „selbst entleibt“. Auch Katharina Hildebrand und Margaretha Burckhardt aus Ersingen wurden 1573 verhaftet und später in Baden-Baden als angebliche Hexen verbrannt.
Im November 1576 fand in Ersingen ein Hexenprozess gegen die dortige Hebamme Margaretha Bauerbacher statt, die durch die Besagung der 1574 hingerichteten Margaretha Burckhardt belastet war, von der Bevölkerung für Viehsterben verantwortlich gemacht und am 1. Dezember 1576 in Ettlingen verbrannt wurde.
„Schirms-Verwandte, Schultheiß Gericht und gantze Gemeinde“ der Dörfer Ersingen und Bilfingen baten im Februar 1577 den Markgrafen Philipp II. von Baden-Baden, er möge sie doch von den „bösen Weibern“ befreien, die mit Lähmung und Tötung des Viehs großen Schaden anrichteten. „Bey Regierung“ der Äbtissin Paula von Wittershausen, die im Gerichtsverfahren durch Christoph Rothfuß vertreten wurde, fand ein weiterer Hexenprozess in Ersingen statt: Auf Antrag von Johann Conrad Gremp von Freudenstein († 1590), Zinsvogt zu Ettlingen, dem Anwalt des weltlichen Schirmherren Markgrafen Philipp II., wurden Apollonia Kisel und Anna Weselin, beide aus Bilfingen, am 17. Mai 1577 „teuffenlischer Zauberey wegen“ zum Feuertod verurteilt, „damit Jr peen, vnnd schandlicher tod, menniglichen ain exempel vnnd ebenbildt seye, sich vor dergleichen, deufflischer vnnd zauberischen, auch anderen übelthatten wissen zu hueten“. Richter des peinlichen Halsgerichtes waren Franz Weißbrot, Schultheiß zu Ettlingen, und 12 Laienrichter aus Ersingen und Bilfingen. In Ersingen spiegeln die Flurnamen Hexenbäumle und Hexenbusch die Erinnerung an die Hexenverbrennungen wieder.
1577 setzte sich die Äbtissin bei Markgräfin Anna von Pfalz-Veldenz, die Baden-Durlach vormundschaftlich regierte, erfolgreich für die milde Bestrafung eines ertappten und in Pforzheim inhaftierten Wilderers ein, bei dem es sich um den Schultheiß des frauenalbischen Dorfes Schielberg Lorenz Kuhn (Cuon) handelte. Paula von Weitershausen bat die baden-badische Kanzlei 1579 um die Bestallung ihres Schreibers Jakob Sieber, der dem Kloster sieben Jahre treu gedient habe, als neuem Amtmann.

### Streit um den Pfarrsatz in Ersingen
1584 wurde Pfarrer Wolfgang Winckler, der das Abendmahl nach evangelischer Weise in beiderlei Gestalt gereicht hatte, auf Verlangen der Äbtissin aus der Pfarrei Ersingen und Bilfingen, für die sie die Kollatur innehatte, vertrieben. Paula von Weitershausen hatte nach eigener Aussage „die Bibel … nie gelesen, weill Sie gehört, einem sey sie nutz, dem anndern schädtlich, der sich nicht drein zu richten wisse“. Die Äbtissin nahm zunächst Magister Matthäus Meier, bisher Kaplan zu Ettlingen, als Pfarrer an, musste dann aber auf Verlangen der baden-badischen Kanzlei Johann Bosch installieren. Der Speyerer Generalvikar Beatus Moses (* um 1535/40; † 1602) beauftragte den Dekan zu Rotenfels Johann Vermius († nach 1592), unter Androhung der Exkommunikation dafür zu sorgen, dass die Äbtissin den neu eingesetzten Priester Johann Bosch absetzte und Winckler die Pfarrstelle wieder verschaffte.
Nach einer Mitteilung von Hieronymus Walch (1589–1671) soll ein gewisser „Paul von Wittershausen, Amptmann zu Frauenalb“ 1584 erfolgreich in Liebenzell gekurt und einen Wappenschild hinterlassen haben. Da es sich um eine fehlerhafte Wiedergabe der Inschrift handeln muss, deutet die Notiz auf eine Kur der Äbtissin hin.
Die Äbtissin hielt den frauenalbischen Amtmann Jakob Sieber 1586 verschiedentlich zur Rechnungslegung an, aber er befolgte die Anweisungen nicht. Die frauenalbischen Untertanen in Pfaffenrot, Schielberg, Burbach (heute Ortsteile von Marxzell) und Völkersbach beschwerten sich in diesem Jahr bei den beiden Schirmherren des Klosters, dass ihnen das nach ihren Dorf-Weistümern von 1539 und 1540 zustehende Zehrgeld für geleistete Frondienste vorenthalten wurde.
Mehrfach (1587, 1588, 1590) bat Paula von Weitershausen die Markgrafschaft Baden-Baden und die Grafschaft Eberstein um die Abnahme ihrer Jahresrechnungen für die vergangenen Jahre, offenbar aber ohne Erfolg. Sie beklagte sich 1587 über Untreue bei der Erhebung von Schatzung und Umgeld des Ersinger Schultheiß Ulrich Caspar, der daraufhin verhaftet wurde. 1590/91 beschwerte sich die Äbtissin über den „treulos meineydigen“ Gastmeister und Keller des Klosters, der ein „hochmüthiger Gesell“, sei, und bat den baden-badischen Kanzler und die Räte um seine Entlassung.
1591 bat Paula von Weitershausen den Markgrafen Eduard Fortunat von Baden-Baden, den Amtmann Jakob Sieber auf seine eigene Bitte hin zu entlassen, seine letzte Jahresrechnung abzunehmen und Christoph Hess, den bisherigen Speyerer Schultheiß und Zollschreiber zu Rheinhausen, der „auch unser guten Cathollschen Religion zu dem auch eine ehrliche Haußfrau, und mit keinen Kinderen beladen“ sei, als neuen Amtmann zu bestellen.

### Visitation durch den Bischof von Speyer
1593 wurde durch eine Anzeige der Konventualin Elisabetha Hund von Saulheim (* vor 1535; † nach 1609) eine Visitation des Klosters angestoßen. (Anna) Elisabetha und ihre Schwester Margaretha Hund von Saulheim († 1617), die seit 1579 ebenfalls im Kloster Frauenalb lebte, waren Töchter des luxemburgischen Amtmanns zu St. Remich Friederich II. Hund von Saulheim († 1560) und seiner ersten Frau Anna von Oberstein. Sie stammten aus einer kirchlich einflussreichen Familie. Der Bruder Wilhelm († 1632) war Domherr in Mainz und Speyer, später Kustos am Stift St. Viktor vor Mainz und wurde 1600 Generalvikar in Mainz. Ihr Bruder Eberhard Hund von Saulheim war mit Anna Amalia von Dienheim aus der Familie des Speyerer Bischofs verheiratet. Johann Friedrich Hund von Saulheim, von 1612 bis zu seinem Tod 1635 deutscher Johanniter-Großprior sowie Reichsfürst von Heitersheim, war ihr Halbbruder. Der einflussreiche Speyerer Domdechant Andreas von Oberstein war der Halbbruder ihrer Mutter. Elisabethas Neffe 2. Grades Philipp von Rodenstein wurde 1595 Bischof von Worms.
Margaretha Hund von Saulheim hatte den Benediktinermönch Marx (Markus) von Malburg (Malburgensis) – der auch als „Pfaff zu Edenheim (Idenheim?, Edesheim?)“ bezeichnet wird – und die Konventualin Anna Maria von Kirchberg (* 1570) Anfang 1593 in einer intimen Situation beobachtet. Marx aus der Benediktiner-Abtei Mettlach (Mediolacus) bei Trier war als Nachfolger des verstorbenen „zu Rotenfelß“ seit 1588 Beichtvater des Klosters; 1591 war er auf Lebenszeit bestellt worden. Einige Zeit zuvor hatte sich Elisabetha Hund von Saulheim wegen einer geplanten internen Visitation mit der Äbtissin überworfen, denn „sie könne dis regement nicht mehr sehen“. Mit Hilfe des Amtmanns Christoph Hess schrieb Elisabetha Hund von Saulheim an ihren Onkel Dechant von Oberstein nach Speyer und zeigte Marx wegen Unzucht mit der Anna Maria von Kirchberg an.
Der Speyerer Bischof Eberhard von Dienheim informierte den Vater der beschuldigten Klosterfrau, der den Vorwürfen Glauben schenkte und versuchte, Margaretha Hund von Saulheim, die aber beharrlich bei ihrer Darstellung blieb, zu „schrecken, das sie nicht soltte sagen, was sie … gesehen“. Anna Maria von Kirchberg war eine Tochter des bayerischen Obersten Georg [Wolfgang] Kirchberger dem Jüngeren († 1598) zu Kirchberg am Wagram und (⚭ 1570) der Susanna von Lindenfels. Sie erhielt eine Klosterstrafe.
Bei der anschließend durchgeführten letzten Speyerer Visitation in Frauenalb wurde festgestellt, dass die Klosterfrauen „vast ubel und ärgerlich“ gehaust hätten. Marx wurde von dem Speyerer Kanzler und Vicarius – wohl Beatus Moses –, dem bischöflichen Rat Wolfgang Ludwig Reichlin von Meldegg („Reuchlin“) und Christoph Hess anlässlich einer Reise zu einer Tagsatzung in Baden-Baden nach Speyer mitgenommen und saß dort bis kurz vor Ostern 1593 sechs oder sieben Wochen im Gefängnis, aus dem er entweichen konnte. Nach Heilbronn wurden ihm von der Äbtissin aus Angst, er würde das Kloster anzünden, 50 Gulden ausstehenden Lohn und persönliche Habe geschickt; er zog anschließend nach Norddeutschland. Ein gutes Jahr später, Ende 1594 oder Anfang 1595, reiste Paula von Weitershausen mit der Konventualin Anna von Hattstein nach Speyer und wurde vom Bischof eine halbe Stunde lang in dieser Angelegenheit vernommen.

### Übernahme der halben Vogtei durch Baden-Durlach
Der evangelische Markgraf Ernst Friedrich von Baden-Durlach besetzte 1594 die überschuldete Markgrafschaft Baden-Baden seines katholischen Vetters Eduard Fortunat von Baden (sogenannte „Oberbadische Okkupation“) und nahm in der Folge auch die halbe Schirmherrschaft (Vogtei) über das Kloster Frauenalb wahr. Die Äbtissin Paula von Weitershausen und der Konvent bemühten sich beim Reichshofrat umgehend um eine Bestätigung der Privilegien des Klosters, die von Kaiser Rudolph II. erteilt wurde. Der katholische frauenalbische Amtmann Christoph Hess wurde 1595 von Markgraf Ernst Friedrich entlassen und durch Johann Moll († nach 1605) ersetzt. Hess trat wieder in speyerische Dienste.

### Hattstein-Affäre
Der Schreinergeselle und Orgelbauer Hans, der 1597 zusammen mit seinem Kollegen Hänslin im Kloster ein neues Orgelpositiv baute, ließ sich von den jungen Klosterfrauen oft Wein bringen und wurde dabei von Elisabeth Hund von Saulheim beobachtet. Er schwängerte die Konventualin Anna von Hattstein, die in den Verdacht geriet, erfolglos einen Schwangerschaftsabbruch versucht zu haben, und im Advent 1597 mit einer Klosterstrafe belegt wurde. Es stellte sich heraus, dass sie – was sie bisher nicht offenbarte hatte – früher Mitglied eines anderen Ordens gewesen war und in Mainz bereits zwei Kinder geboren hatte. Der Schreiner, dem Polygamia vorgeworfen wurde, konnte das Kloster unbehelligt verlassen.
Ungefähr zur gleichen Zeit wurde der Klosterküfer Veltin Maischle, dem Unregelmäßigkeiten vorgeworfen wurden, verhaftet. Die Markgrafschaft Baden-Durlach und die Grafschaft Eberstein verabredeten nach verschiedenen Anzeigen und Beschwerden eine „Special-Inquisition“ (Sonderuntersuchung) der Vorgänge im Kloster. Dem Konvent gehörten um diese Zeit neun Konventualinnen, drei Novizinnen und einige Laienschwestern an. Die Äbtissin wurde zu einer Unterredung mit dem Markgrafen Ernst Friedrich und seiner Frau Anna von Ostfriesland (1562–1621) nach Baden-Baden vorgeladen.
Im Kloster traf ein Revers-Brief der neuen Schirmherren ein, in dem die Kassation (Aufhebung) der bisherigen Klosterordnung mitgeteilt wurde. Dem Kloster wurde untersagt, Grundbesitz verkaufen, es wurde Rechnungslegung von allen Gültbriefen, Renten, Einkünften und Gütern gefordert, und die Schirmherren behielten sich ausdrücklich die Gerichtsbarkeit vor. Eine Visitation des Klosters wurde angekündigt.
Anna von Hattstein drohte jetzt ein Prozess, sie äußerte Suizidgedanken. Elisabeth Hund von Saulheim informierte mit Wissen von Konventualinnen, Äbtissin und Priorin den Speyerer Bischof brieflich über die badisch-ebersteinische Visitation und bat um Hilfe. Sie verfasste das Schreiben unter dem Namen der schreibunkundigen Laienschwester N. Reichlin von Meldegg („Reuchlin“), es wurde von der Bediensteten Escher abgeschrieben und mit dem Siegel der Äbtissin versehen. Auch der amtierende Pfarrer von Ersingen Martin Falch informierte über Generalvikar Beatus Moses das Bistum.
Der Speyerer bischöfliche Rat Wolfgang Ludwig Reichlin von Meldegg, der seit 1591 mit Maria Jakobe von Hattstein († nach 1598) verheiratet war, schickte den Klosterfrauen einen Brief, in dem er die Abholung der Anna von Hattstein durch den ehemaligen Amtmann Christoph Hess angekündigte. Reichlin hatte Anna von Hattstein selbst zur Aufnahme in das Kloster vorgeschlagen, vermutlich handelte es sich bei ihr um seine Schwägerin. Sie floh Anfang 1598 über Zell, wo der ehemalige Amtmann Hess sie – wohl mit Wissen des Speyerer Bischofs – abholte, zu ihrer Schwester und bekam ein drittes Kind. Nach der Abreise der Hattstein schrieb Elisabetha Hund von Saulheim einen weiteren Brief an Hess mit Instruktionen, wie er bei einer bei einer Befragung durch markgräfliche Beamte aussagen sollte.
Am 4. Dezember 1597 wurde Conrad Strobel von Generalvikar Beatus Moses anstelle des Franziskaner-Guardian von Kloster Fremersberg Ulrich, weil dieser „ettwas nötlich vnnd unbehutsam mit der Beicht gewesen“ sei und manchmal „vonn der Beicht waß herauß fahren ließ“, zum neuen Beichtvater des Klosters bestellt.

### Visitation durch die Kondominatsherren Baden-Durlach und Eberstein
Kurz vor Weihnachten 1597 wurde im Frauenalber Rathaus in Gegenwart des Lizenziaten Nikolaus Böringer, damaligen Amtmanns zu Ettlingen, der Klosterküfer Veltin Maischle verhört. Paula von Weitershausen ließ am Neujahrstag 1598 Urkunden des Klosters und Gültbriefe über 9399 Gulden durch den Ersinger Schultheiß Bartlin Volmar außer Landes in das württembergische Neuenbürg zu ihren „Vettern“ in Sicherheit bringen. Am 17. Januarjul. / 27. Januar 1598greg. wurde die Äbtissin von baden-durlachischen und ebersteinischen Abgesandten offiziell verhört.
Die Äbtissin und die Priorin wurden daraufhin nach Durlach vorgeladen; vor Antritt der Reise ließ Paula von Weitershausen Briefe des Bischofs und des Schultheißen Bartlin Volmar verbrennen, die an sie gerichtet gewesen waren. In Durlach wurden Paula und Katharina von Weitershausen sowie der ebenfalls vorgeladene Pfarrer Martin Falch unter Arrest gestellt. Dort wurden sie zwischen dem 24. Januarjul. / 3. Februar 1598greg. und dem 13. Februarjul. / 23. Februar 1598greg. mehreren „gütlichen“, also ohne die Anwendung oder Androhung von Folter durchgeführten Verhören unterzogen. Zur Untersuchungskommission gehörten Markgraf Ernst Friedrich, der auch persönlich einige Fragen stellte, Graf Philipp III. von Eberstein (* um 1570; † 1609), Lorenz von Rixleben, der Obervogt zu Durlach, der markgräflich badische Rat und Kanzler Lic. Nikolaus Böringer, der badische geistliche Sekretär Jakob Manner, Georg Norsch († nach 1615), kaiserlicher Notar in Durlach, und der badische Statthalter Wilhelm Peblis (1550–1616). Während der überwiegende Teil der Verhör-Protokolle auf Deutsch verfasst ist, wurden einige anstößige Ausführungen nur in lateinischer Sprache notiert.
Paula von Weitershausen und ihrer Schwester wurde von der Untersuchungskommission Missachtung ihrer weltlichen Obrigkeit vorgeworfen. Die Äbtissin habe Anna von Hattstein gegen einen ausdrücklichen Revers „den Hern vor der Nasen hinweg“ genommen und unzulässigerweise Dokumente entzogen. Die finanziellen Transaktionen der Äbtissin wurden gründlich untersucht, ob eine mögliche Untreue bzw. ob ein Kirchendiebstahl vorliegen könnte.

### Weitere Anschuldigungen

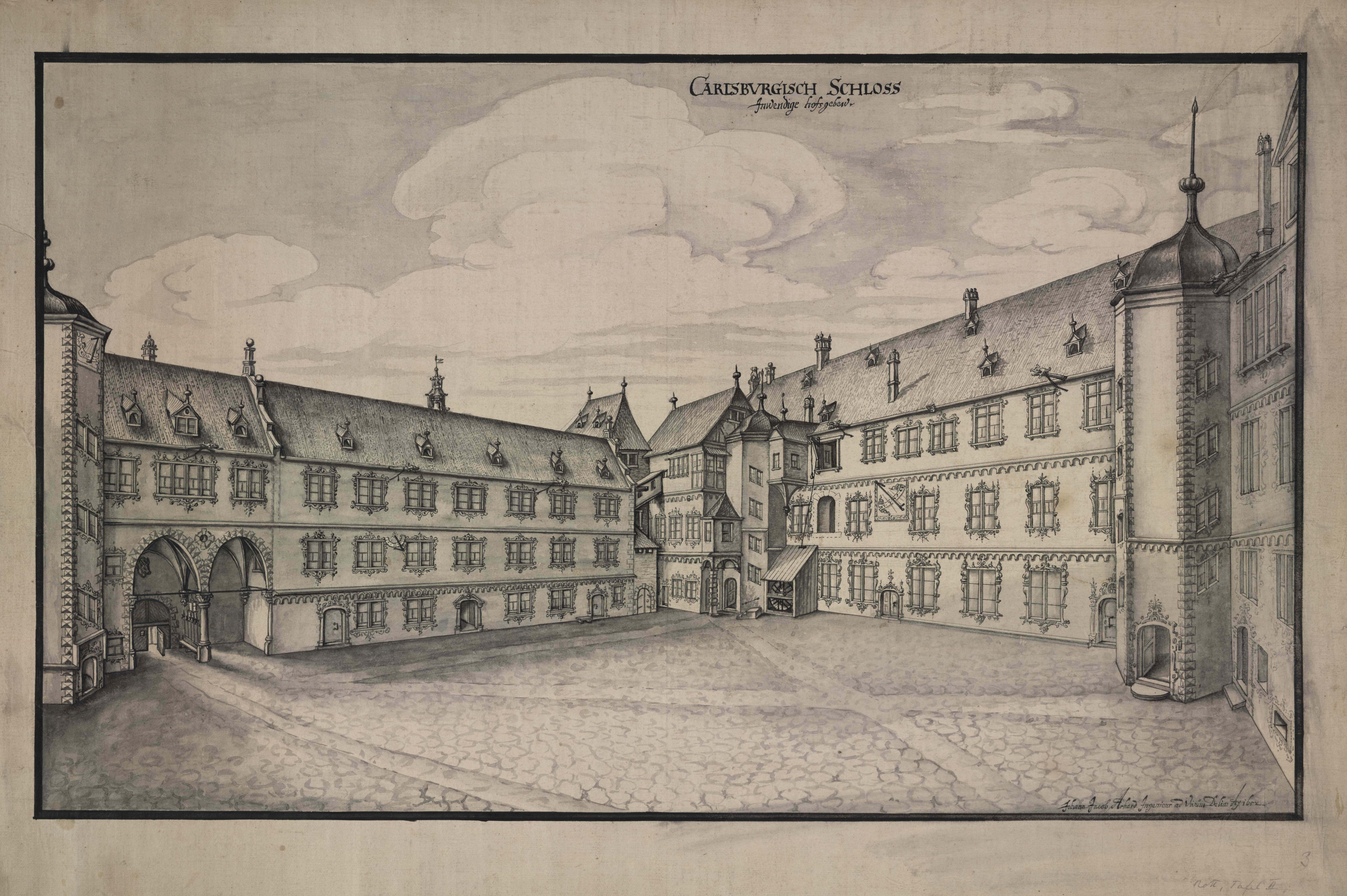
Hofansicht der Karlsburg, 1652

Bei den Verhören im Schloss Karlsburg wurden außer den bereits bekannten Anschuldigungen der letzten Jahre noch weitere Vorgänge angesprochen und untersucht.
Mit dem Klosterschreiber Jakob Siber hatte die Äbtissin Paula von Weitershausen um 1577, als sie 38-jährig war, eine Beziehung begonnen und diese beendet, als darüber Gerüchte aufkamen. Ihre Jungfräulichkeit will sie „ob metum Conceptionis (= aus Angst vor einer Schwangerschaft)“ behalten haben. Siber heiratete, als er Amtmann geworden war.
Martin Falch war seit dem Johannistag 1578 Beichtvater des Klosters. Er gab im Verhör zu, mit Paula von Weitershausen intim verkehrt zu haben, jedoch ohne ihre Jungfräulichkeit zu verletzen, „besorgendt, es möge Kinder geben, vnnd Sie In weltliche schande kommen“. Um 1586 verletzte er die Äbtissin in angetrunkenem Zustand bei einer Auseinandersetzung durch einen Schlag. Falch ging anschließend nach Bietigheim und kam 1593 als Nachfolger von Wolfgang Winckler als Pfarrer nach Ersingen. Auch mit Katharina von Weitershausen hatte er intimen Verkehr.
Klosterfrauen und Novizinnen waren zur Fasnacht 1587 „in Mummerey gangen“, hatten „Königreich gehalten“, einen blinden Geiger engagiert und mit Jakob Siber, Peter Möglin und Caspar Ulrich getanzt. Dabei wurden von den Frauen Männerhosen aus altem Leintuch („Leilach“), falsche („letze“) Pelze und papierne Röcke getragen, oder sie banden ihre Röcke hoch und trugen Stiefel (Männerkleider für Frauen untersagt die Bibel in 5. Mose 22,5 ).
Der Beichtvater Marx von Malburg hatte die Äbtissin 1591, als sie 50 Jahre alt war, einmal „uffs Bett geworfen, vnnd sein Willen mit Ihr volbracht“, sie dachte, „er hab zaubern können“, „Sie habe Sich gegen Ihme gewehrt gehabtt“. Auch Katharina von Weitershausen tat Marx Gewalt an, sie habe „sich so lang gewehret, alß Sie geköndt, auch lauth geschrien“, „etiam propter dolorem (= auch vor Schmerz)“. Beide Schwestern bluteten nach den Vergewaltigungen.
Hilarius († um 1594) „uff Pfriemersberg“, „ein kurtz mänlin“, war „nit gar alt“. Nachdem Gerüchte aufkamen, er hätte eine Beziehung mit Anna von Hattstein, wurde er von der Äbtissin als Beichtvater entlassen. Erst danach trat Anna von Hattstein, die zuvor weltliche Laienschwester gewesen war, in den Orden ein.
Der Theologie-Student Johann Jakob Genginger (Genckinger) (* um 1575; † vor 1637) hatte um 1594/95, als einige Tübinger Fakultäten wegen der Pest in die Klosterschule Herrenalb verlegt wurden, eine Beziehung mit seiner Cousine Anna Maria von Kirchberg unterhalten, die eine Tochter seiner Tante mütterlicherseits war. Sie wurde nicht schwanger und erhielt eine Klosterstrafe, Genckinger wurde 1595 aus dem Tübinger Stift verwiesen (rejiciert). Bei Anna Maria von Kirchberg wurde ein Zettel gefunden, „darin ein Kunst, wie ein Fraw einer Jungfrawen widrumb gleich zu machen“. Sie wurde 1598 aus dem Kloster ausgewiesen, durfte jedoch ihr Eigentum mitnehmen.
Mit dem Klosterküfer Valentin (Veltin) Meische (Maischle, auch Kiefer, Küffer etc.) hatte die Äbtissin eine Beziehung unterhalten. Der Küfer und sie hätten sich öfter intim berührt und geküsst, „nec unquam illum petiisse, ut rem veneream secum exerceret (= aber nicht um ein einziges Mal von ihm zu verlangen, dass er die die Venus betreffende Sache mit ihr mache)“. Als der Küfer seine Verlobung mit der Schwester des Pfarrers von Marxzell auflöste, gab Paula von Weitershausen ihm 20 Gulden. Er erhielt von ihr insgesamt fast 800 Gulden als Geschenk und das Versprechen, sie „wölle … verschaffen, das er sein lebenlanng keinen mangell leiden dörffe“. Veltin Meische, der im November 1598 ebenfalls im Schloss Karlsburg verhört worden war, bestätigte die Vorwürfe.
In den Verhören wurden die Schwestern intensiv nach Kräutern befragt, die in der Volksmedizin als Abtreibungsmittel galten (Haselwurz, Sävenbaum, Alraune). Die Kenntnis von einer abortativen Wirkung dieser Mittel und ihr Gebrauch im Kloster wurde von beiden bestritten. Auch nach Findelkindern oder tot aufgefundenen Säuglingen wurde nachdrücklich gefragt.
In Ersingen ging die Hexenjagd auch nach der Gefangennahme der Äbtissin weiter. Vor Schultheiß Berthlin Volmar wurden im Sommer 1598 Beschuldigungen der Zauberei gegen die Frau des Hans Bechthold vorgetragen; Markgraf Ernst Friedrich ordnete eine gründliche Untersuchung an.

### Hausarrest und Tod in Pforzheim
Markgraf Ernst Friedrich von Baden hob das Stift Frauenalb 1598 auf. Paula von Weitershausen und ihre Schwester Katharina wurden im Pforzheimer Spital untergebracht, in dem die abgesetzte Frauenalber Äbtissin 1609 verstarb. Ihr Tod ist im Nekrolog des Klosters Lichtenthal („Kloster Büren“) verzeichnet. Die ehemalige Priorin Katharina von Weitershausen und die meisten der anderen Frauenalber Klosterfrauen verbrachten ihren Lebensabend im Kloster Lichtenthal bei Baden-Baden. Die Angelegenheit war noch bis 1655 Gegenstand verschiedener Auseinandersetzungen, Prozesse und Verträge.

## Familie
Unter den Geschwistern der Paula von Weitershausen waren Maria Elisabeth von Weitershausen (* um 1530; † 1582), von 1579 bis zu ihrem Tod Äbtissin des evangelischen Damenstiftes Oberstenfeld, und Bastian von Weitershausen genannt Riegwein (* um 1525/35; † 1587), Hofmarschall und Diplomat in Diensten der Landgrafschaft Hessen, des Herzogtums Württemberg und des Deutschen Ordens. Ihre Schwester Maria Agatha von Weitershausen († 1602) war verheiratet mit Bernhard III. von Sternfels († 1598) zu Kürnbach.
Junker Veit Schöner von Straubenhardt (* um 1520; † 1592) zu „Weyler“ (Conweiler bei Neuenbürg, heute Ortsteil von Straubenhardt), Schaffner zu Herrenalb, war Paulas von Weitershausen „Schwager“. Nach einem Gedicht von Nicodemus Frischlin nahmen „Von Wintershausen Bastian / Ein auffrichtiger Edelmann / Vnd Veit Schöner von Staubenhart“ 1575 in Stuttgart an der Hochzeit von Herzog Ludwig von Württemberg und Markgräfin Dorothea Ursula von Baden-Durlach teil.

## Wappen

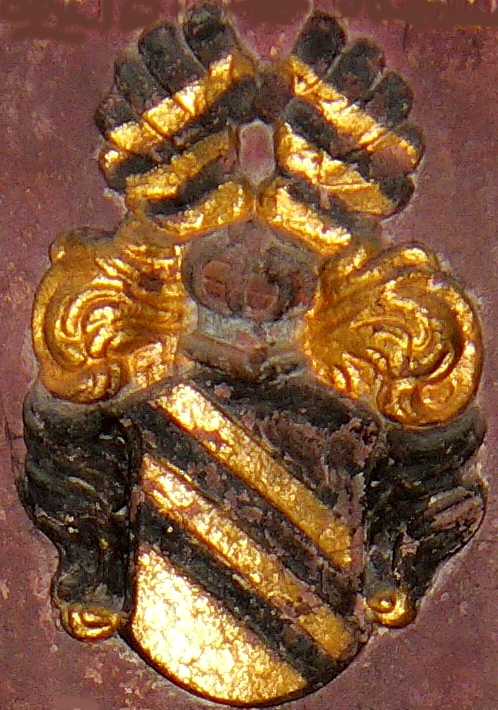
Wappen von Weitershausen auf dem Epitaph des Caspar Schutzbar († 1588) in Treis an der Lumda

Blasonierung: In Schwarz und Silber fünfmal schräglinks geteilt, so dass der obere schwarze und der untere silberne Teil größer ist als die mittleren Teile.